# Лозно-Олександрівська селищна рада
Ло́зно-Олекса́ндрівська се́лищна ра́да — адміністративно-територіальна одиниця та орган місцевого самоврядування в Білокуракинському районі Луганської області. Адміністративний центр — селище міського типу Лозно-Олександрівка.

## Загальні відомості
Лозно-Олександрівська селищна рада утворена в 1964 році.
- Територія ради: 110,57 км²
- Населення ради: 1539 осіб (станом на 2001 рік)

## Населені пункти
Селищній раді підпорядковані населені пункти:
- смт Лозно-Олександрівка
- с. Олексапіль
- с. Петрівка

## Територія
Селищна рада межує (з півночі за годинниковою стрілкою) з Росією, Шарівською, Червоноармійською сільськими радами Білокуракинського району, Вівчарівською, Розсипненською сільськими радами Троїцького району. Територія сільської ради становить 110,57 км², периметр — 58,641 км.
Територією селищної ради протікає річка Лозна, права притока Айдару. Найбільш цінні лісові масиви селищної ради 4 вересня 1998 року об'єднані в загальнозоологічний заказник місцевого значення Лісова перлина.

## Склад ради
Рада складається з 16 депутатів та голови.
- Голова ради: Проценко Ірина Петрівна
- Секретар ради: Покусаєва Людмила Григорівна

### Керівний склад попередніх скликань
| Прізвище, ім'я, по батькові | Основні відомості                                                                      | Дата обрання | Дата звільнення |
| --------------------------- | -------------------------------------------------------------------------------------- | ------------ | --------------- |
| Проценко Ірина Петрівна     | Селищний голова, 1962 року народження, освіта вища, член Соціалістичної партії України | 26.03.2006   | 31.10.2010      |
| Проценко Ірина Петрівна     | Селищний голова, 1962 року народження, освіта вища, член Партії регіонів               | 31.10.2010   |                 |

Примітка: таблиця складена за даними сайту Верховної Ради України

### Депутати
За результатами місцевих виборів 2010 року депутатами ради стали:

#### За суб'єктами висування
| Суб'єкт висування | Кількість обраних депутатів | %    |
| ----------------- | --------------------------- | ---- |
| Партія регіонів   | 13                          | 81,3 |
| Самовисування     | 3                           | 18,8 |

#### За округами
| № округу        | Прізвище, ім'я, по батькові    | Дата визнання обраним | Освіта  | Партійна приналежність | Відомості про обраного депутата                                                       |
| --------------- | ------------------------------ | --------------------- | ------- | ---------------------- | ------------------------------------------------------------------------------------- |
| Партія регіонів |                                |                       |         |                        |                                                                                       |
| 2               | Базалєєва Тетяна Іванівна      | 01.11.2010            | вища    | член Партії регіонів   | Лозно-Олександрівська загальноосвітня школа І-ІІІ ст., організатор дитячого колективу |
| 3               | Вірченко Наталія Василівна     | 01.11.2010            | вища    | член Партії регіонів   | Лозно-Олександрівська амбулаторія, домашній лікар                                     |
| 4               | Руденко Олександр Петрович     | 01.11.2010            | середня | член Партії регіонів   | Лозно-Олександрівське сільське споживче товариство, продавець                         |
| 5               | Дьомін Анатолій Васильович     | 01.11.2010            | вища    | член Партії регіонів   | Лозно-Олександрівська загальноосвітня школа І-ІІІ ст., слюсар                         |
| 8               | Чувилкіна Поліна Григоріївна   | 01.11.2010            | середня | член Партії регіонів   | Лозно-Олександрівська загальноосвітня школа І-ІІІ ст., завгосп                        |
| 9               | Ясенко Андрій Миколайович      | 01.11.2010            | вища    | член Партії регіонів   | ПП СВФ «Агро», обліковець                                                             |
| 10              | Сичов Сергій Вячеславович      | 01.11.2010            | середня | член Партії регіонів   | приватний підприємець                                                                 |
| 11              | Головко Леонід Володимирович   | 01.11.2010            | середня | член Партії регіонів   | Лозно-Олександрівська загальноосвітня школа І-ІІІ ст., кочегар                        |
| 12              | Іванова Наталія Вікторівна     | 01.11.2010            | середня | член Партії регіонів   | Лозно-Олександрівська селищна рада, техпрацівник                                      |
| 13              | Лінник Ольга Іванівна          | 01.11.2010            | вища    | член Партії регіонів   | Лозно-Олександрівське поштове відділення, начальник                                   |
| 14              | Орєшина Ніна Григоріївна       | 01.11.2010            | вища    | член Партії регіонів   | приватний підприємець                                                                 |
| 15              | Маліченко Станіслав Вікторович | 01.11.2010            | середня | член Партії регіонів   | тимчасово не працює                                                                   |
| 16              | Камкова Ольга Олександрівна    | 01.11.2010            | середня | член Партії регіонів   | Лозно-Олександрівське сільське споживче товариство, продавець                         |
| Самовисування   |                                |                       |         |                        |                                                                                       |
| 1               | Концур Майя Миколаївна         | 01.11.2010            | середня | позапартійна           | Лозно-Олександрівське сільське споживче товариство, продавець                         |
| 6               | Покусаєва Людмила Григорівна   | 01.11.2010            | вища    | позапартійна           | Лозно-Олександрівська селищна рада, секретар                                          |
| 7               | Назарова Альона Анатоліївна    | 22.10.2012            | середня | член Партії регіонів   | АП «Ощадбанк» ТВБВ 10012/057, старший контролер-касир                                 |

## Економіка
На землях сільської ради сільськогосподарського призначення господарюють ПП СВФ Агро відділення «Лозна», голова Панасенко Олександр Дмитрович.